# Йероним Блажени в кабинета си
„Йероним Блажени в кабинета си“ (на италиански: San Girolamo nello studio) е картина на неаполитанския художник Колантонио от 1445 – 1446 г. Картината (151 x 178 см) е изложена в Зала 67 на Национален музей „Каподимонте“, Неапол, Италия. Изполвана е техниката на маслени бои върху дърво.

## История
Колантонио работи в Неапол между 1440 и 1460 г. в периода на кралете Рене I Анжуйски (1438 – 1442 г.), почитател на фламандското, бургундското и провансалското изкуства, и на Алфонсо V Арагонски, свързан с другите територии на Арагонската корона, по-специално с Каталония, на свой ред привърженик на фламандското изкуство.
Разликите между тези два момента на френско-фламандско влияние се вижда ясно в двата основни панела на олтарните картини, рисувани между 1444 и 1446 г. за францисканската църква „Сан Лоренцо“ в Неапол. Олтарното оформление е завършено по-късно от Антонело да Месина със страничните картини „Блажените францисканци“. Общата тема на олтара е прославянето на францисканската мисъл, на която Свети Йероним е, според теориите на Свети Бернардин, един от вдъхновителите в основа ѝ.

## Описание
Картината е първата от двете рисувани от Колантонио за олтара на францисканската църква „Сан Лоренцо“ в Неапол. Йероним Блажени традиционно е представен в своя кабинет, където с малък нож изважда от лапата на лъв измъчващия животното трън. Според легендата звярът след това се превръща във верен спътник на светеца. Стаята е изпълнена с предмети, които свидетелстват за необятните културни интереси на светеца, чиято шапка е поставена на рафт вляво. Един от най-интересните аспекти на картината е необикновеният „натюрморт“ от книги и други предмети, запълващи рафтовете, показвайки ни влиянието на фламандската живопис.
В тази първа от двете олтарни картини рисувани за църква „Сан Лоренцо“, художникът е повлиян от художествените предпочитания на анжуйския двор на Рене I и придворния му художник Бартелеми д’Ейк, което се вижда от вложеното внимание при изобразяване на книгите и реалистичната пространствена дълбочина.
В картината на Колантонио Предаване на францисканското правило, макар че нарисувана 1-2 г. след тази, вече се забелязват различните влияния, свързани с новия арагонски двор на Алфонсо V Арагонски и с присъствието на каталонски художници.